# Guerra civil de Sierra Leona
La Guerra civil en Sierra Leona comenzó en 1991, por el Frente Revolucionario Unido (FRU) bajo el mando de Foday Sankoh. El país se divide en unos catorce grupos étnicos, destacando los temnés, del norte del país (tribu a la que pertenecían varios de los principales líderes del FRU), los mendes, del centro y sur (tribu que formó la milicia kamajoh), y los krios, el grupo más numeroso en Freetown, la capital de la nación, contando con gran influencia en el poder central. El conflicto pasó a ser conocido por las numerosas masacres, amputaciones de miembros, el uso masivo de niños-soldados y el tráfico de diamantes de sangre como método de financiación de las fuerzas rebeldes.

## Causas
La guerra civil empezó en 1991 con una rebelión del FRU, que estaba compuesto principalmente por personas de los grupos étnicos de los temnés. Este conflicto fue también iniciado por las rivalidades étnicas entre ésta tribu y los mendes que conformaban el grueso de las fuerzas armadas del país y del gobierno y que a la larga formaron los kamajoh, milicias destinadas a la defensa contra saqueadores, fueran rebeldes o gubernamentales. Esta rebelión comenzó en el sur-oriental del país, pero afectó a todos los distritos de algún modo, pero en menor medida  a uno de ellos. Este grupo insurgente controla las áreas productoras de diamantes y ha usado los beneficios que reporta el comercio de estas gemas para adquirir armas o cualquier ayuda a su causa, la que ha terminado por contribuir a los abusos contra los derechos humanos.

## Inicio y desarrollo del conflicto
La guerra comenzó el 23 de marzo de 1991, cuando el FRU, con el apoyo de las fuerzas especiales del Frente Patriótico Nacional de Liberia (NFLP) de Charles Taylor, intervino en Sierra Leona en un intento de derrocar al gobierno Momoh, provocando una espantosa guerra civil de 11 años que envolvió el país y dejó al menos 50.000 muertos, aunque algunas estimaciones hablan de 120.000 muertos. Dos millones y medio de sierraleonenses fueron desplazadas tanto dentro como fuera del país incluyendo 200.000 que huyeron a la vecina Guinea. Otros 250.000 guineanos fueron desplazados y más de 1000 muertos entre los años 2000 y 2001 producto de los ataques del FRU contra zonas fronterizas.
Durante el primer año de la guerra, el FRU tomó el control de grandes extensiones del territorio en el este y el sur ricas en diamantes aluviales. La respuesta ineficaz del gobierno para el FRU y la interrupción en la producción de diamantes del gobierno precipitó el golpe militar de estado en abril de 1992 por el Consejo Nacional Provisional de Gobierno (NPRC). finales de 1993, el Ejército de Sierra Leona (SLA) había tenido éxito en empujar a los rebeldes del FRU de nuevo a la frontera con Liberia, pero el FRU se recuperó y siguió luchando. En marzo de 1995, la Executive Outcomes (EO), una compañía militar privada con sede en Sudáfrica, fue contratada para repeler al FRU. Un gobierno civil elegido fue instalado en marzo de 1996 y la retirada del Frente Revolucionario Unido se logró con el Acuerdo de Paz de Abiyán. Sin embargo, el gobierno, bajo la presión de las Naciones Unidas, puso fin al tratado con igualdad de oportunidades antes de que el acuerdo podría ser implementado y reanudó las hostilidades.
En mayo de 1997 un grupo de oficiales descontentos del SLA dieron un golpe y establecieron al Consejo Revolucionario de las Fuerzas Armadas (AFRC) como el nuevo gobierno de Sierra Leona. El Frente Revolucionario Unido se unió a la AFRC para capturar Freetown con poca resistencia. El nuevo gobierno, dirigido por Johnny Paul Koroma, declaró la guerra oficialmente, y una ola de saqueos, violaciones y asesinatos vino tras el anuncio. Como reflejo de la consternación internacional por el derrocamiento del gobierno civil, las fuerzas del ECOMOG intervinieron y recuperaron Freetown en nombre del gobierno, pero que se encuentran las regiones periféricas más difícil de calmar.
En enero de 1999, la comunidad internacional intervino diplomáticamente para promover las negociaciones entre el Frente Revolucionario Unido y el gobierno. El Acuerdo de Paz de Lomé, firmado el 27 de marzo de 1999, fue el resultado. Lomé dio Foday Sankoh, el comandante del Frente Revolucionario Unido, la vicepresidencia y el control de las minas de diamantes de Sierra Leona a cambio de un cese de las hostilidades y el despliegue de una fuerza de paz de la ONU para supervisar el proceso de desarme. Sin embargo, el cumplimiento del FRU con el proceso de desarme fue inconsistente y débil, y en mayo de 2000 los rebeldes avanzaban sobre Freetown, una vez más. Los británicos intervinieron para salvar la misión de la ONU y apoyando al débil gobierno del presidente Ahmad Tejan Kabbah. Con la ayuda de un renovado mandato de la ONU y el apoyo aéreo de Guinea, los británicos de la Operación Palliser finalmente derrotan al FRU. El 18 de enero de 2002, el presidente Kabbah declaró oficialmente el fin del conflicto en Sierra Leona.

## Fin de la guerra civil
En el año 2002, con el apoyo de la comunidad internacional, se logró poner fin a la guerra civil. La misión internacional para la paz, de la ONU, anunció el fin de las hostilidades en el año 2002. Ese mismo año se celebraron elecciones libres.
A pesar del fin de la guerra, los problemas socioeconómicos que la provocaron siguen presentes en Sierra Leona, algunos temen el rebrote de la violencia.

## Consecuencias de la guerra civil

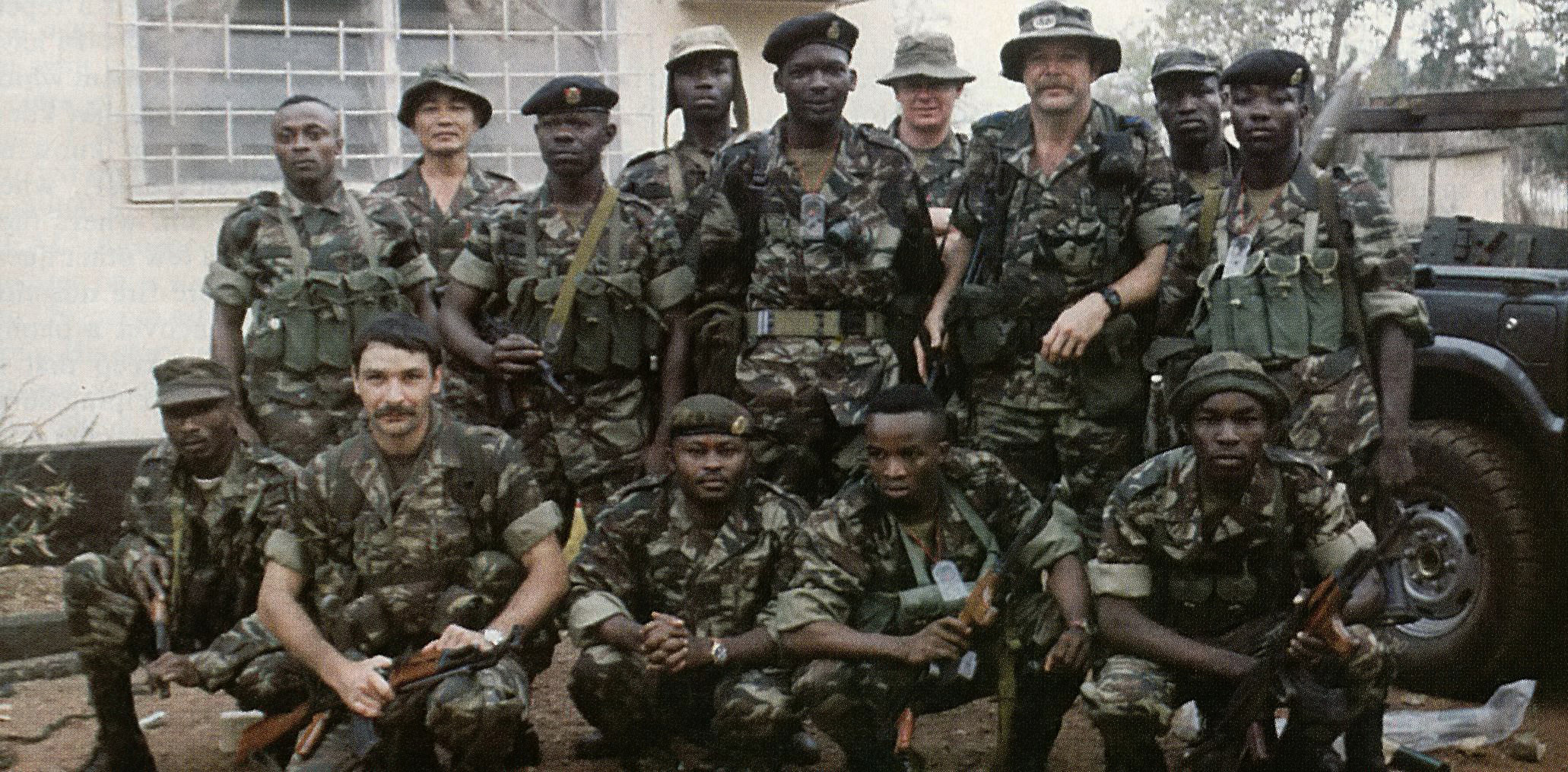
El militar estadounidense Robert C. MacKenzie, a la derecha, junto a soldados del gobierno de Sierra Leona.

La inestabilidad política debido a la guerra civil, ya que en el año 1992 el Consejo Provisional del Gobierno Nacional, dirigido por el capitán Valentin Strasser, da un golpe de Estado y se hace con el poder gubernamental, y favoreció a los mende en su gobierno y su ejército. En enero de 1996 sería derrocado por el golpe militar dirigido por el diputado Julios Bio, quien procedió la organización de elecciones libres que serían ganadas por Ahmed Trejan Cava, hasta 1997 que fue derrocado por otro golpe militar.
Más de la mitad de la población se ha visto obligada a desplazarse. Entre 20.000 y 75.000 personas fueron asesinadas o mutiladas, además de ser hoy uno de los países que más han sufrido a lo largo de su pasado en África.
En 2002 con el apoyo de la comunidad internacional se logró poner fin a la guerra civil. La misión internacional para la paz, UNAMSIL, de la O.N.U, anunció el fin de las hostilidades el 14 de enero de 2002. Ese mismo año se realizaron elecciones libres.
Es importante destacar el alto índice de mortalidad que existe en el país: según Médicos Sin Fronteras los principales problemas de salud son la desnutrición, la malaria y enfermedades de transmisión sexual como el SIDA. Existen 170 000 habitantes infectados de VIH, a nivel mundial están posicionados en el número 38 y se estima que en el año 2001 murieron 11 000 personas a causa de esta enfermedad.
El informe 2003 de la Organización Mundial de la Salud (OMS) alerta sobre esta grave situación y señala que un niño nacido en Sierra Leona tiene un riesgo 100 veces mayor de morir en sus primeros años que los nacidos en Islandia o Singapur.

## Filmografía
En 2006 se estrenó la película Diamante de sangre, en la cual se hace un relato desde un país envuelto en una guerra intestina sobre los métodos y formas en las que los grandes conglomerados explotadores de diamantes los adquieren en el mercado ilegal y cómo manipulan el mercado legal y sus precios.
El canal History Channel difundió un documental llamado Diamantes de sangre, sobre el negocio de los diamantes de conflicto y cómo se ha logrado reducir y erradicar esto en los países de América, así como su afectación a las naciones víctimas de estas cruentas guerras que ocasionaron irremediables pérdidas humanas y el atraso más aberrante desde su independencia en varias naciones africanas.